# Stachelpilz

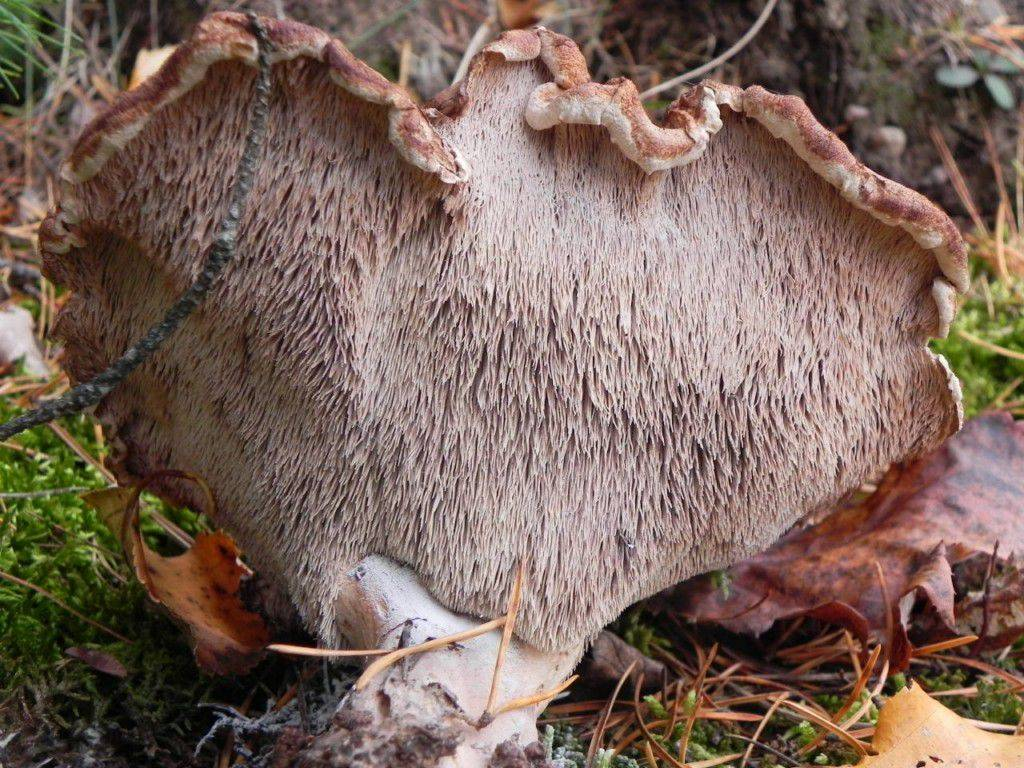
Violetter Weißsporstacheling (Bankera violascens)

Als Stachelpilze wird eine nicht näher verwandte Gruppe von Ständerpilzen zusammengefasst, bei denen die sporenbildenden Schichten nicht durch Lamellen oder Röhren, sondern durch Stacheln vergrößert sind.
Die bekanntesten essbaren Vertreter sind der Semmelstoppelpilz, Habichtspilz und Zitterzahn sowie die Stachelbärte etwa  der Igelstachelbart. Zu Ende des 20. Jhh. wurden neue Arten in Deutschland als Neobiota beschrieben.
Die meist unter Stachelpilzen verstandenen Gattungen sind:
- aus der Ordnung  der Ohrlappenpilzartigen
  - Zitterzähne (Pseudohydnum)
- aus der Ordnung der Pfifferlingsartigen
  - Stoppelpilze (Hydnum)
- aus der Ordnung der Täublingsartigen
  - Stachelbärte (Hericium)
  - Ohrlöffelstachelinge (Auriscalpium)
- aus der Ordnung der Warzenpilzartigen
  - Weißsporstachelingsverwandte (Familie Bankeraceae)
    - Weißsporstachelinge (Bankera)
    - Korkstachelinge (Hydnellum)
    - Duftstachelinge (Phellodon)
    - Braunsporstachelinge (Sarcodon)

Da die Stachelpilze taxonomisch und genetisch teilweise sehr entfernt voneinander stehen, sind sie ein Beispiel für eine konvergente Evolution.